# Alfred Scharf
Alfred Scharf (geboren 25. November 1900 in Königsberg, Böhmen, Österreich-Ungarn; gestorben 20. Dezember 1965 in London) war ein deutsch-britischer Kunsthistoriker.

## Leben und Werk
Scharf war ein Sohn des Heinrich Scharf (1872–1933), dem Gründer der Firma Goldring (Herstellung von Tonwiedergabegeräten), und seiner Ehefrau Cäcilie, geb. Presser (1876–1946).
Nach dem Besuch des Kaiser-Wilhelm-Realgymnasiums in Berlin, das er 1920 mit dem Abitur verließ, studierte Scharf von 1920 bis 1925 Kunstgeschichte, Klassische Archäologie, Ostasiatische Kunstgeschichte und Theatergeschichte in Berlin, München und Freiburg. 1925 promovierte er in Freiburg mit einer von Hans Jantzen betreuten Arbeit über die Geschichte des Bühnenbildes zum Dr. phil.
Von 1925 bis 1928 war Scharf wissenschaftlicher Mitarbeiter an den Staatlichen Museen Berlin, im Kupferstichkabinett, am Kaiser-Friedrich-Museum und bei der Kunstbibliothek. Während seiner Zeit im Kupferstichkabinett arbeitete er am Katalog der niederländischen Meister mit.
Von 1928 bis 1932 war Scharf freiberuflich tätig, u. a. als Herausgeber der Zeitschrift Der Cicerone und Weltkunst. Seine Pläne, sich mit einer Habilitationsschrift über Filippino Lippi an der Universität Frankfurt zu habilitieren, scheiterten aufgrund seiner jüdischen Abstammung und der antisemitischen Strömungen an der Universität Frankfurt.
Er emigrierte daraufhin im Mai 1933 nach Großbritannien, wo er sich mit Hilfe von jüdischen Hilfsorganisationen und der SPSL durchschlug: 1933/34 hielt er Vorlesungen am Courtauld Institute der Universität London. Danach war er als freiberuflicher Kunstexperte und Berater tätig. Auch arbeitete an einem Projekt über die in der Renaissance bekannten antiken Bildwerke am Warburg Institute in London mit. Außerdem war für den National Art Collection Fund tätig. 1946 wurde er als britischer Staatsbürger naturalisiert.
Von den nationalsozialistischen Polizeiorganen wurde Scharf nach seiner Emigration wie viele andere Emigranten nach Großbritannien auch als Staatsfeind eingestuft: Im Frühjahr 1940 setzte das Reichssicherheitshauptamt in Berlin ihn auf die Sonderfahndungsliste G.B., ein Verzeichnis von Personen, die im Falle einer erfolgreichen Invasion und Besetzung der britischen Inseln durch die Wehrmacht von den Besatzungstruppen nachfolgenden Sonderkommandos der SS mit besonderer Priorität ausfindig gemacht und verhaftet werden sollten.
Scharfs Forschungsschwerpunkte waren die italienische Malerei des 15. Jahrhunderts, die niederländische und flämische Malerei des 17. Jahrhunderts sowie Zeichnung und Graphik des 15. bis 18. Jahrhunderts.

## Familie
Scharf war verheiratet mit Felicie Radziejewski (* 1901 in Berlin), die 1925 in Würzburg als Kunsthistorikerin promoviert wurde. Sie war ab 1966 als Kunsthändlerin tätig. Beide hatten eine Tochter.

## Schriften
- Beiträge zur Geschichte des Bühnenbildes vom fünfzehnten bis zum Ende des siebzehnten Jahrhunderts, Freiburg 1925 (Dissertation)
- Literaturberichte über die italienische Malerei des 15. Jahrhunderts. In: Zeitschrift Kunstgeschichte 1, 1932.
- Mitarbeit: Gustav Glück Gesammelte Aufsätze. Hrsg. v. Ludwig Burchard und Robert Eigenberger, Wien 1933.
- Mitarbeit an: Rembrandt. Handzeichnungen, Bd. 2, Hrsg. v. Wilhelm Reinhold Valentiner, 1933.
- Die frühen Gemälde des Raffaellino del Garbo. In: Jahrbuch der Preußischen Kunstsammlungen 54, 1933, S. 151–166.
- Little-known Drawings by Rubens. In: Connoisseur 92, 1933, S. 249–255.
- Neues zu Bacchiacca. In: Festschrift für Walter Friedlaender zum 60. Geburtstag. 1933.
- Tondi von Filippino Lippi. In: Pantheon, 1933, S. 329–335.
- Zur Kunst des Francesco Pesellino. In: Pantheon, 14, 1934, S. 211–220.
- Filippino Lippi, Wien 1935.
- Ruben's Portraits of Charles V and Isabella. In: Burlington Magazine 66, 1935, S. 259–266.
- Dutch and Flemish Painting at the Brussels, Amsterdam and Rotterdam Exhibitions. In: Connoisseur 1935 II, S. 247–255.
- Noch eine unbekannte Voltairebüste von Houdon. In: Pantheon 15, 1935, S. 199.
- Note on the Exhibition of Flemish Primitives at Rotterdam. In: Apollo 1936.
- Bacchicacca. A New Contribution In: Burlington Magazine 70, 1837, S. 60–66.
- Two neglected Works by Fillippino Lipp. In: Burlington Magazine 71, 1937, S. 4–7.
- Giorgione in the Light of New Research. In: Apollo 29, 1939, S. 287–289.
- Luca Signorelli. Study of a Young Warrior. In: O.M. Drawings 14, 1939/1940, S. 50.
- The Massacre of Innocents by G.M. Cresp. In: Burlington Magazine 77, 1940, S. 3f.
- The Devonshire Collection. In: Burlington Magazine 90, 1948, S. 354–357.
- Notes on the High Altar from Sta. Maria Novella at Florence. In: Burlington Magazine 91, 1948, S. 214–217.
- mit Rosy Schilling: Zürich, Kunstschätze der Lombardei. Ausstellung im Kunsthaus. In: Phoebus 2, 1948/49, S. 181–191.
- De Verzameling Devonshire te Londen tentoongesteld. In: Maandblad voor beeldende kunsten 25, 1949, S. 65–69.
- Once more Monsú. In: Architectural Review 105, 1949.
- The Fantastic Visions of Monsú Desiderio, 1950.
- Francesco Desiderio. In: Burlington Magazine 92, 1950, S. 18–22
- A Catalogue of Pictures and Drawings from the Collection of Sir Thomas Merton, 1950.
- The Rovinson Collection. In: Burlington Magazine 100, 1958, S. 299–304.
- Raphael and the Getty Madonna. In: Apollo 79, 1964, S. 114–121.